# Polskie Stowarzyszenie Wolnomyślicieli im. Kazimierza Łyszczyńskiego
Polskie Stowarzyszenie Wolnomyślicieli im. Kazimierza Łyszczyńskiego – polskie stowarzyszenie założone w maju 1990 r. w Warszawie. Zarejestrowane sądownie w lipcu 2001. Wykreślone z rejestru stowarzyszeń 15 stycznia 2025 roku.
Stowarzyszenie wspierało działaczy politycznych, którzy przeciwstawiają się klerykalizacji kraju, homofobii, łamaniu praw kobiet i ograniczaniu swobód badań naukowych. Wspierało wszelkie inicjatywy polityczno-społeczne organizacji humanistycznych, kobiecych, LGBT. 
Stowarzyszenie było członkiem Polskiej Federacji Stowarzyszeń Humanistycznych, European Humanist Federation oraz Międzynarodowej Unii Humanistycznej i Etycznej.